# 乌尔里希·克莱斯
乌尔里希·克莱斯（德語：Ulrich Klaes，1946年2月1日—），德国男子曲棍球运动员。他曾代表西德国家队参加1972年夏季奥林匹克运动会曲棍球比赛，获得一枚金牌。